# 羅斯蒂茨科格爾山
46°58′6″N 10°47′40″E / 46.96833°N 10.79444°E

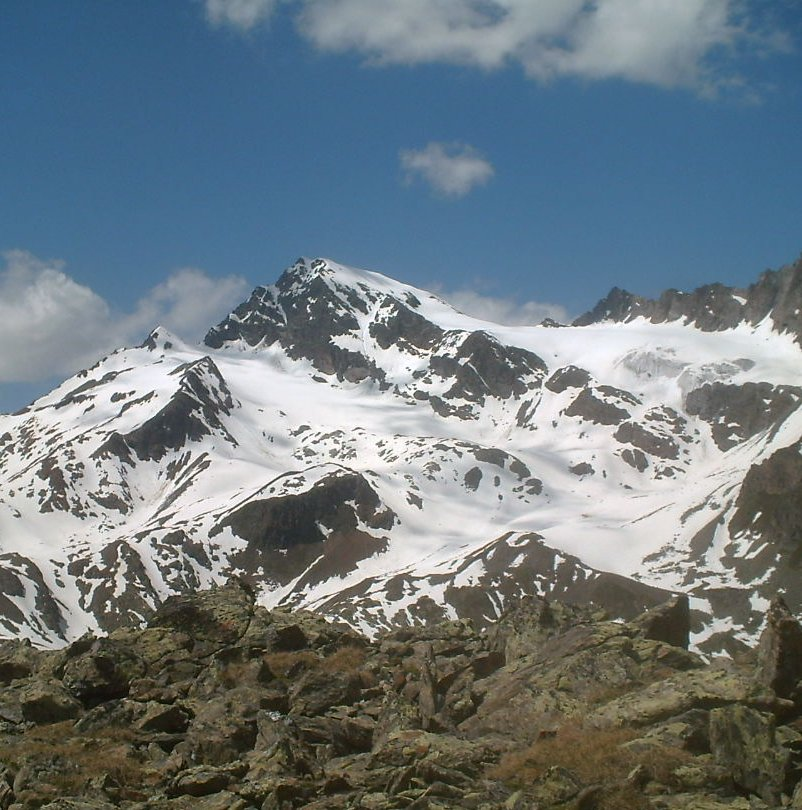

羅斯蒂茨科格爾山（德語：Rostizkogel），是奧地利的山峰，位於該國西部，由蒂羅爾州負責管轄，屬於奧茨塔爾阿爾卑斯山脈的一部分，距離瓦策峰1.7公里，海拔高度3,394米，人類在1893年8月23日首次登頂。